# Thierry Debels
 (octobre 2022).
Si vous disposez d'ouvrages ou d'articles de référence ou si vous connaissez des sites web de qualité traitant du thème abordé ici, merci de compléter l'article en donnant les références utiles à sa vérifiabilité et en les liant à la section « Notes et références ».
Thierry Debels (né en 1968 à Bruges) est un économiste et essayiste belge. Il écrit depuis 2002 en néerlandais, principalement des ouvrages sur les dessous du monde de la finance et des biographies. 
Son dernier livre sur le roi Baudouin de Belgique a été traduit en français par les éditions Jourdan. En mai 2011 sort L'argent de nos rois, aussi chez Jourdan. Le livre est la traduction du livre Het verloren geld van de Coburgs (Houtekiet).

## Sources
1. ↑  Baudouin. Biographie, édition Jourdan